# La Hérie
La Hérie je francouzská obec v departementu Aisne v regionu Hauts-de-France. V roce 2011 zde žilo 151 obyvatel.

## Sousední obce
Buire, Éparcy, Landouzy-la-Ville, Origny-en-Thiérache

## Vývoj počtu obyvatel
Počet obyvatel 